# Стоуэлл, Тина
Тина Венди Стоуэлл, баронесса Стоуэлл Бистонская (англ. Tina Wendy Stowell, Baroness Stowell of Beeston; род. 2 июля 1967, Бистон, Ноттингемшир, Англия) — британская женщина-политик, лидер Палаты лордов и Лорд-хранитель Малой печати в первом и втором кабинетах Дэвида Кэмерона (2014—2016).

## Биография
Родилась 2 июля 1967 года в Бистоне (церемониальное графство Ноттингемшир). Отец — Дэвид Стоуэлл, художник и декоратор, обеспечивал доход частными заказами, мать — Маргарет Стоуэлл, работала на заводе компании Plessey. Тина окончила государственную среднюю школу (Chilwell School) и Брокстау колледж (Broxtowe College), где получила квалификацию секретаря (в 2006 году Брокстау колледж был объединён с People’s College в новый Castle College, а тот, в свою очередь, в 2011 году был слит с South College, и с 2013 года это учебное заведение именуется Central College Nottingham). В 18 лет начала работать по специальности в Министерстве обороны, затем — в британском посольстве в США. С 1991 по 1996 год являлась сотрудником пресс-службы премьер-министра Джона Мэйджора. В 1996 году получила степень кавалера ордена Британской империи.
Являлась заместителем главы секретариата Уильяма Хейга как лидера оппозиции (1997—2001).
В 2001 году Тина Стоуэлл пришла в вещательную корпорацию BBC, в 2003 году возглавила службу связей с общественностью (Head of communications) в Совете управляющих BBC и сотрудничала с председателями Совета Гэвином Дэвисом и Майклом Грэйдом, а в учреждённом в 2007 году Попечительском совете BBC — с председателем Майклом Лайонсом. В 2009 году возглавила корпоративный отдел (в соответствии с назначением, сделанным в сентябре 2008 года).
В январе 2011 года удостоена титула баронессы Бистонской и стала членом Палаты лордов. В том же году поддержала неудачную попытку правящей коалиции осуществить реформу верхней палаты парламента, которая включала положение о введении прямых выборов части её членов. Впоследствии Тина Стоуэлл подчёркивала, что провал реформы стал следствием решения Палаты общин, а не лордов.
15 июля 2014 года премьер-министр Дэвид Кэмерон произвёл серию кадровых перемещений в своём первом кабинете, и одним из принятых им решений стало назначение Тины Стоуэлл на должности лидера Палаты лордов и лорда-хранителя Малой печати (не будучи членом кабинета, Стоуэлл получила право в случае необходимости участвовать в его заседаниях).
11 мая 2015 года Кэмерон сформировал новый кабинет, сохранив за Тиной Стоуэлл прежние должности, но теперь уже в качестве полноправного члена правительства.
14 июля 2016 года был сформирован первый кабинет Терезы Мэй, в котором портфели лидера Палаты лордов и Лорда-хранителя печати достались Натали Эванс, а Тина Стоуэлл не получила никакой должности в правительстве.